# The Wolfhounds
The Wolfhounds est un groupe d'indie pop britannique, originaire de Romford, dans l'Essex, en Angleterre. Il est formé en 1985 par Dave Callahan, Paul Clark, Andy Golding, Andy Bolton et Frank Stebbing.

## Biographie
The Wolfhounds signent au label Pink en 1986. Leur premier EP, Cut the Cake, est bien accueilli pour son inclusion dans la compilation C86 du NME. Après trois singles et un premier album, Unseen Ripples From A Pebble, chez Pink, ils signent brièvement chez Idea Records pour le single Me, puis rejoignent le boss de Pink à son nouveau label September Records. September devient ensuite Midnight Music.
Le style musical du groupe évolue avec les albums Blown Away (1989) et Attitude (1990), qui entrent dans la veine de Sonic Youth.
Golding et Stebbing forment Crawl, et Callahan s'associe à Margaret Fiedler d'Ultra Vivid Scene. Matt Deighton forme Mother Earth.
Le groupe revient plus tard sous la formation David Callahan (guitare/chanr), Andy Golding (guitare/chant), Peter Wilkins (batterie) et Richard Golding (basse). The Wolfhounds se reforment en 2005 pour un concert spécial 25 ans, et sortent le single Cut the Cake en 1985. Un EP intitulé EP001 est publié chez Vollwert-Records Berlin en avril 2012 et comprend trois morceaux. En octobre 2016, The Wolfhounds sortent leur sixième album, Untied Kingdom (...Or How to Come to Terms With Your Culture).

## Discographie

### Albums studio
- 1987 : Unseen Ripples From A Pebble (Pink) (#6)[5]
- 1988 : The Essential Wolfhounds (compilation) (Midnight Music)
- 1989 : Bright and Guilty (Midnight Music)
- 1989 : Blown Away (Midnight Music)
- 1990 : Attitude (Midnight Music)
- 1996 : Lost But Happy (1986-1990) (compilation) (Cherry Red)
- 2014 : Middle Aged Freaks (Odd Box Records)

### Singles
- 1986 : Cut The Cake (Pink) (#19)[5].
- 1986 : The Anti-Midas Touch (Pink) (#6)[5]
- 1987 : Cruelty (Pink) (#15)[5]
- 1987 : Me (Idea) (#18)[5]
- 1988 : Son of Nothing (September)
- 1988 : Rent Act (Midnight Music)
- 1989 : Happy Shopper (Midnight Music)